# Championnat de Suède de combiné nordique
Le championnat de Suède de combiné nordique est organisé annuellement depuis 1910. À partir de 1925, une compétition par équipes permit de désigner un club champion pour l'année. Cette distinction a été décernée pour la dernière fois en 1997.

## Résultats
| Année | Champion (club)                          | Club champion     |
| ----- | ---------------------------------------- | ----------------- |
| 1910  | Ejnar Olsson (Djurgårdens IF)            | Titre non décerné |
| 1911  | Ejnar Olsson (Djurgårdens IF)            | Titre non décerné |
| 1912  | Olof Tandberg (sv) (AIK)                 | Titre non décerné |
| 1913  | Olof Tandberg (sv) (Djurgårdens IF)      | Titre non décerné |
| 1914  | Ejnar Olsson (Djurgårdens IF)            | Titre non décerné |
| 1915  | Ejnar Olsson (Djurgårdens IF)            | Titre non décerné |
| 1916  | Thor Lööf (de) (Filipstads SF)           | Titre non décerné |
| 1917  | Menotti Jakobsson (Djurgårdens IF)       | Titre non décerné |
| 1918  | Ejnar Olsson (Djurgårdens IF)            | Titre non décerné |
| 1919  | Thor Lööf (de) (Filipstads SF)           | Titre non décerné |
| 1920  | Ejnar Olsson (Djurgårdens IF)            | Titre non décerné |
| 1921  | Ejnar Olsson (Djurgårdens IF)            | Titre non décerné |
| 1922  | Olof Tandberg (sv) (Djurgårdens IF)      | Titre non décerné |
| 1923  | Pelle Holmström (de) (IF Friska Viljor)  | Titre non décerné |
| 1924  | John Jonsson (Djurgårdens IF)            | Titre non décerné |
| 1925  | John Jonsson (Djurgårdens IF)            | Djurgårdens IF    |
| 1926  | Sven Johansson (Luleå SK)                | Djurgårdens IF    |
| 1927  | Sven Eriksson (Selångers SK)             | IF Friska Viljor  |
| 1928  | Sven Eriksson (Selångers SK)             | IF Friska Viljor  |
| 1929  | Otto Hultberg (de) (Bodens BK)           | IF Friska Viljor  |
| 1930  | Sven Eriksson (Selångers SK)             | IF Friska Viljor  |
| 1931  | Karl Pettersson (IF Friska Viljor)       | IF Friska Viljor  |
| 1932  | Harald Hedjerson (Djurgårdens IF)        | Grycksbo IF       |
| 1933  | Otto Hultberg (de) (Bodens BK)           | Grycksbo IF       |
| 1934  | Harald Hedjerson (Djurgårdens IF)        | Grycksbo IF       |
| 1935  | Harald Hedjerson (Djurgårdens IF)        | Grycksbo IF       |
| 1936  | Otto Hultberg (de) (Bodens BK)           | Grycksbo IF       |
| 1937  | Harald Hedjerson (Djurgårdens IF)        | Domsjö IF         |
| 1938  | John Westbergh (Anundsjö IF (sv))        | Domsjö IF         |
| 1939  | Harald Hedjerson (Djurgårdens IF)        | Grycksbo IF       |
| 1940  | John Westbergh (Anundsjö IF (sv))        | Djurgårdens IF    |
| 1941  | John Westbergh (Anundsjö IF (sv))        | Grycksbo IF       |
| 1942  | John Westbergh (Anundsjö IF (sv))        | Anundsjö IF (sv)  |
| 1943  | Sven Rogström (Anundsjö IF (sv))         | Njurunda IK       |
| 1944  | Sven Israelsson (Dala-Järna IK)          | IFK Kiruna        |
| 1945  | Sven Rogström (IF Friska Viljor)         | IF Östersund      |
| 1946  | Sven Israelsson (Dala-Järna IK)          | Dala-Järna IK     |
| 1947  | Sven Israelsson (Dala-Järna IK)          | IFK Kiruna        |
| 1948  | Sven Israelsson (Dala-Järna IK)          | IFK Kiruna        |
| 1949  | Clas Haraldsson (Lycksele IF)            | Lycksele IF       |
| 1950  | Sven Israelsson (Dala-Järna IK)          | IFK Kiruna        |
| 1951  | Clas Haraldsson (Lycksele IF)            | IFK Kiruna        |
| 1952  | Erik Elmsäter (IFK Kiruna)               | Titre non décerné |
| 1953  | Bengt Eriksson (Malungs IF)              | Vännäs AIK        |
| 1954  | Lars-Erik Efverström (en) (Vittjärvs IK) | Djurgårdens IF    |
| 1955  | Bengt Eriksson (IF Friska Viljor)        | Djurgårdens IF    |
| 1956  | Bengt Eriksson (IF Friska Viljor)        | Njurunda IK       |
| 1957  | Bengt Eriksson (IF Friska Viljor)        | Dala-Järna IK     |
| 1958  | Bengt Eriksson (IF Friska Viljor)        | IF Friska Viljor  |
| 1959  | Lars Dahlqvist (Njurunda IK)             | IF Friska Viljor  |
| 1960  | Lars Dahlqvist (Njurunda IK)             | Njurunda IK       |
| 1961  | Bengt Eriksson (IF Friska Viljor)        | Njurunda IK       |
| 1962  | Lars Dahlqvist (Njurunda IK)             | Njurunda IK       |
| 1963  | Lars Dahlqvist (Njurunda IK)             | Koskullskulle AIF |
| 1964  | Bengt Eriksson (IF Friska Viljor)        | IF Friska Viljor  |
| 1965  | Seppo Höynölä (Malmbergets AIF)          | IF Friska Viljor  |
| 1966  | Bengt Eriksson (IF Friska Viljor)        | Titre non décerné |
| 1967  | Seppo Höynölä (Malmbergets AIF)          | Frösö IF          |
| 1968  | Sven-Olof Israelsson (Dala-Järna IK)     | IF Friska Viljor  |
| 1969  | Sven-Olof Israelsson (Dala-Järna IK)     | Dala-Järna IK     |
| 1970  | Sven-Olof Israelsson (Dala-Järna IK)     | Dala-Järna IK     |
| 1971  | Sven-Olof Israelsson (Dala-Järna IK)     | Holmens IF        |
| 1972  | Sven-Olof Israelsson (Dala-Järna IK)     | Umeå-Holmsund SK  |
| 1973  | Sven-Olof Israelsson (Dala-Järna IK)     | Dala-Järna IK     |
| 1974  | Håkan Westbergh (Anundsjö IF (sv))       | Titre non décerné |
| 1975  | Håkan Westbergh (Anundsjö IF (sv))       | Umeå-Holmsund SK  |
| 1976  | Torbjörn Lundqvist (Umeå-Holmsund SK)    | Titre non décerné |
| 1977  | Per Balkåsen (Sysslebäcks SK)            | Titre non décerné |
| 1978  | Per Balkåsen (Sysslebäcks SK)            | Titre non décerné |
| 1979  | Martin Rudberg (Nedansjö IK)             | Titre non décerné |
| 1980  | Martin Rudberg (Nedansjö IK)             | Titre non décerné |
| 1981  | Gösta Liljeqvist (Holmens IF)            | Holmens IF        |
| 1982  | Martin Rudberg (Nedansjö IK)             | Holmens IF        |
| 1983  | Göran Andersson (de) (Sysslebäcks BK)    | Titre non décerné |
| 1984  | Göran Andersson (Sysslebäcks BK)         | Titre non décerné |
| 1985  | Göran Andersson (Sysslebäcks BK)         | Titre non décerné |
| 1986  | Göran Andersson (Sysslebäcks BK)         | Titre non décerné |
| 1987  | Göran Andersson (Sysslebäcks IF)         | Titre non décerné |
| 1988  | Göran Andersson (Sysslebäcks IF)         | IF Friska Viljor  |
| 1989  | Göran Andersson (Sysslebäcks IF)         | Bollnäs GIF       |
| 1990  | Tomas Nordgren (Bollnäs GIF)             | Bollnäs GIF       |
| 1991  | Göran Andersson (Sysslebäcks IF)         | Titre non décerné |
| 1992  | Göran Andersson (Sysslebäcks IF)         | Sysslebäcks IF    |
| 1993  | Tomas Nordgren (Bollnäs GIF)             | Bollnäs GIF       |
| 1994  | Tomas Nordgren (Bollnäs GIF)             | Titre non décerné |
| 1995  | Tomas Nordgren (Bollnäs GIF)             | Bollnäs GIF       |
| 1996  | Tomas Nordgren (Bollnäs GIF)             | Bollnäs GIF       |
| 1997  | Andreas Fahlén (IF Friska Viljor)        | Bollnäs GIF       |
| 1998  | Mattias Lind (Bollnäs GIF)               | Titre non décerné |
| 1999  | Fredrik Jakobsson (Koskullskulle AIF)    | Titre non décerné |
| 2000  | Fredrik Jakobsson (Koskullskulle AIF)    | Titre non décerné |
| 2001  | Fredrik Jakobsson (Koskullskulle AIF)    | Titre non décerné |
| 2002  | Fredrik Jakobsson (Koskullskulle AIF)    | Titre non décerné |
| 2003  | Fredrik Jakobsson (Koskullskulle AIF)    | Titre non décerné |
| 2004  | Marcus Henriksson (Sysslebäcks IF)       | Titre non décerné |
| 2005  | Titre non décerné                        | Titre non décerné |
| 2006  | Lars Englund (Bollnäs GIF)               | Titre non décerné |
| 2007  | Joakim Lehto (Svansteins SK)             | Titre non décerné |
| 2008  | Titre non décerné                        | Titre non décerné |
| 2009  | Titre non décerné                        | Titre non décerné |
| 2010  | Johan Erikson (Holmens IF)               | Titre non décerné |

## Palmarès

### Individuel
| Place | Nom                  | Première victoire | Dernière victoire | Nombres de titres |
| ----- | -------------------- | ----------------- | ----------------- | ----------------- |
| 1.    | Göran Andersson      | 1983              | 1992              | 9                 |
| 2.    | Bengt Eriksson       | 1953              | 1966              | 8                 |
| 3.    | Ejnar Olsson         | 1910              | 1921              | 7                 |
| 4.    | Sven-Olof Israelsson | 1968              | 1973              | 6                 |
| 5.    | Harald Hedjerson     | 1932              | 1939              | 5                 |
| 5.    | Sven Israelsson      | 1944              | 1950              | 5                 |
| 5.    | Tomas Nordgren       | 1990              | 1996              | 5                 |
| 5.    | Fredrik Jakobsson    | 1999              | 2003              | 5                 |
| 9.    | John Westbergh       | 1938              | 1942              | 4                 |
| 9.    | Lars Dahlqvist       | 1959              | 1963              | 4                 |
| 11.   | Olof Tandberg (sv)   | 1912              | 1922              | 3                 |
| 11.   | Sven Selånger        | 1927              | 1930              | 3                 |
| 11.   | Otto Hultberg (de)   | 1929              | 1936              | 3                 |
| 11.   | Martin Rudberg       | 1979              | 1982              | 3                 |
| 15.   | Thor Lööf (de)       | 1916              | 1919              | 2                 |
| 15.   | John Jonsson         | 1924              | 1925              | 2                 |
| 15.   | Sven Rogström        | 1943              | 1945              | 2                 |
| 15.   | Clas Haraldsson      | 1949              | 1951              | 2                 |
| 15.   | Seppo Höynölä        | 1965              | 1967              | 2                 |
| 15.   | Håkan Westbergh      | 1974              | 1975              | 2                 |
| 15.   | Per Balkåsen         | 1977              | 1978              | 2                 |
| 22.   | Menotti Jakobsson    | 1917              | 1917              | 1                 |
| 22.   | Pelle Holmström (de) | 1923              | 1923              | 1                 |
| 22.   | Sven Johansson       | 1926              | 1926              | 1                 |
| 22.   | Karl Pettersson      | 1931              | 1931              | 1                 |
| 22.   | Erik Elmsäter        | 1952              | 1952              | 1                 |
| 22.   | Lars-Erik Elverström | 1954              | 1954              | 1                 |
| 22.   | Torbjörn Lundqvist   | 1976              | 1976              | 1                 |
| 22.   | Gösta Liljeqvist     | 1981              | 1981              | 1                 |
| 22.   | Andreas Fahlén       | 1997              | 1997              | 1                 |
| 22.   | Mattias Lind         | 1998              | 1998              | 1                 |
| 22.   | Marcus Henriksson    | 2004              | 2004              | 1                 |
| 22.   | Lars Englund         | 2006              | 2006              | 1                 |
| 22.   | Joakim Lehto         | 2007              | 2007              | 1                 |
| 22.   | Johan Erikson        | 2010              | 2010              | 1                 |

### Épreuve par équipe
| Place | Nom               | Première victoire | Dernière victoire | Nombres de titres |
| ----- | ----------------- | ----------------- | ----------------- | ----------------- |
| 1.    | IF Friska Viljor  | 1927              | 1988              | 11                |
| 2.    | Grycksbo IF       | 1932              | 1941              | 7                 |
| 3.    | Bollnäs GIF       | 1989              | 1997              | 6                 |
| 4.    | Djurgårdens IF    | 1925              | 1955              | 5                 |
| 4.    | Njurunda IK       | 1943              | 1962              | 5                 |
| 4.    | IFK Kiruna        | 1944              | 1951              | 5                 |
| 4.    | Dala-Järna IK     | 1946              | 1973              | 5                 |
| 8.    | Holmens IF        | 1971              | 1982              | 3                 |
| 9.    | Domsjö IF         | 1937              | 1938              | 2                 |
| 9.    | Umeå-Holmsund SK  | 1972              | 1976              | 2                 |
| 11.   | Anundsjö IF (sv)  | 1942              | 1942              | 1                 |
| 11.   | IF Östersund      | 1945              | 1945              | 1                 |
| 11.   | Lycksele IF       | 1949              | 1949              | 1                 |
| 11.   | Vännäs AIK        | 1953              | 1953              | 1                 |
| 11.   | Koskullskulle AIF | 1963              | 1963              | 1                 |
| 11.   | Frösö IF          | 1967              | 1967              | 1                 |